# Ideologija Islamske države
Ideologija Islamske države primarno je usredotočena na selefizam, selefijski džihadizam, islamizam i vehabizam. Najvažnije doktrine Islamske države počivaju na uvjerenjima da njihov pokret i njihova država predstavljaju povratak ranoislamskog kalifata, te da se njihovom pokretu moraju pridružiti svi muslimani. Ideologija zagovara nasilje protiv tzv. nevjernika (svi ne pripadnici kalifata, odnosno Islama), koje često uključuje brutalna mučenja, ubojstva i masovna ubojstva.

## Stručne procjene
Stručnjaci i eksperti koji se bave Islamskom državom tumače kako pojedini pripadnici ISIL-a nemaju istu ideologiju kao i grupa koju podržavaju i za koju se bore. Istraživači ISIL-a i islamizma s brojnih sveučilišta ističu kako zapadne zemlje ne uspijevaju u potpunosti razumjeti ideologiju ISIL-a, pa tako i ne mogu dati konzistentnu teoriju oko toga što potiče pojedince na tako radikalne poteze protiv tzv. nevjernika.

## Imena koja opisuju pripadnike ISIL-a

### Sunni militanti
Vjeruje se kako je cijela organizacija pod snažnim utjecajem Šerijatskog prava, koji koristi ideologiju Muslimanskog bratstva, najveće i najutjecajnije sunitske islamističke organizacije.

### Vehabije
Naziv korišten od strane zapadnih država koje Islamsku državu povezuju s ideologijom terorističke organizacije Al-Kaida. Ideologija vehabizma očituje se u tome što se ISIL pokušava vratiti u rano doba Islama tako što odbija bilo kakve religijske promjene. Među vehabijama vlada uvjerenje kako moderne religijske promjene štete izvornom duhu Islama.

### Radikalni islamisti
Pripadnicima Islamske države pripisuje se ekstremna i radikalna interpretacija Islama i Šerijatskog prava. Vjeruju kako su oni jedini “pravi vjernici”.

## Nasilje i mediji
Nasilje je jedna od karakteristika ideologije ISIL-a. Često se služe društvenim mrežama (primarno Twitter) putem kojih vode propagandu. Na internetu objavljuju snimke egzekucija, ubojstava, okršaja vatrenim oružjem i sl.

## Eshatologija i apokalipticizam
Jedna od najvažnijih razlika ISIL-a i ostalih islamističkih pokreta je isticanje eshatologije i apokalipticizma. U osnovi, to je vjerovanje u sudnji dan i vjerovanje da se taj dan uskoro bliži. Također vjeruju u to da će nakon al-Bagdadija postojati još samo četiri legitimna kalifa.

## Odnos prema ženama
Postoji nekoliko proglasa i pravila koja su izdana od samog vrha Islamske države u kojima je određen položaj žena unutar društva. Ženama je u kalifatu zabranjeno nošenje i uporaba oružja, bilo kakav oblik ratovanja i sudjelovanja u oružanim operacijama. Potiče se potporna uloga u vidu medicinske pomoći, kuhanja i šivanja. Prema njihovim uvjerenjima, primarna funkcija žena je odgoj potomaka i briga o kućanstvu.